# Schlag (Tierzucht)
Schläge sind Untereinheiten von Rassen, die sich nur in wenigen Merkmalen oder Genen voneinander unterscheiden. Wie Rassen werden sie nach subjektivem Ermessen abgegrenzt. Der Unterschied zwischen Rasse und Schlag ist fließend und wird pragmatisch durch vorhandene Standards definiert. Insbesondere beim Haushuhn kann durch Einkreuzung unterschiedlicher Rassen die genetische Differenz zwischen den Farbenschlägen einer Rasse höher sein als zwischen dem gleichen Farbenschlag unterschiedlicher Rassen.
Noch kleinere Einheiten können Paarungs- oder reale Abstammungsgemeinschaften bilden, die als Sippen unterschieden werden.

## Farbschläge
Innerhalb einer standardisierten Rasse werden unterschiedliche Farben und Zeichnungen der Haut, des Fells oder des Gefieders in Farbschläge eingeteilt. Die Anzahl der Farbschläge pro Rasse variiert stark: vom Wellensittich sind über 100 Farbschläge bekannt, die 210 in Europa standardisierten Rassen der Großhühner haben im Durchschnitt 5,4 unterschiedliche Farbschläge, während die 74 in Europa anerkannten Gänserassen durchschnittlich lediglich 1,5 Farbschläge pro Rasse kennen. In der Zucht von Deutschen Doggen gibt es drei Hauptfarbschläge: Gelb und Gestromt, Gefleckt und Schwarz sowie Blau. Jeder Farbschlag hat spezifische Merkmale, die bei der Zucht berücksichtigt werden, und Kreuzungen zwischen den einzelnen Farbschlägen sind nicht zulässig.

## Schläge außerhalb standardisierter Rassen
Für Tiere, die sich durch bestimmte und festgelegte Charakteristika einteilen lassen, wird ebenfalls der allgemeine Begriff „Schlag“ verwendet. Ein Beispiel ist das brasilianische Singerhuhn, das sich durch einen verlängerten Krähruf auszeichnet, jedoch durch Kreuzungen mit anderen Hühnern in vielen Farb- und Zeichnungsvarianten vorkommt. Ein anderes Beispiel wird gefunden beim isländischen Landnahmehuhn, welches ein großes Spektrum an Farbschlägen bietet und nur aufgrund des geographischen Ursprungs mit einem gemeinsamen Namen bezeichnet wird.

## Bildergalerie

Unterschiedliche Farbschläge bei Maranshähnen
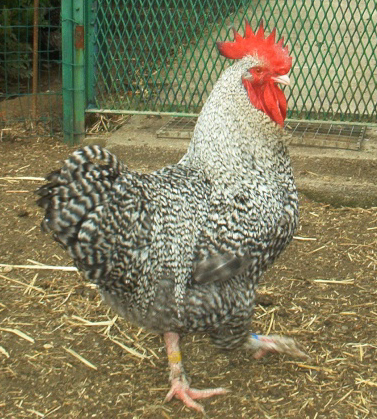
Gesperbert
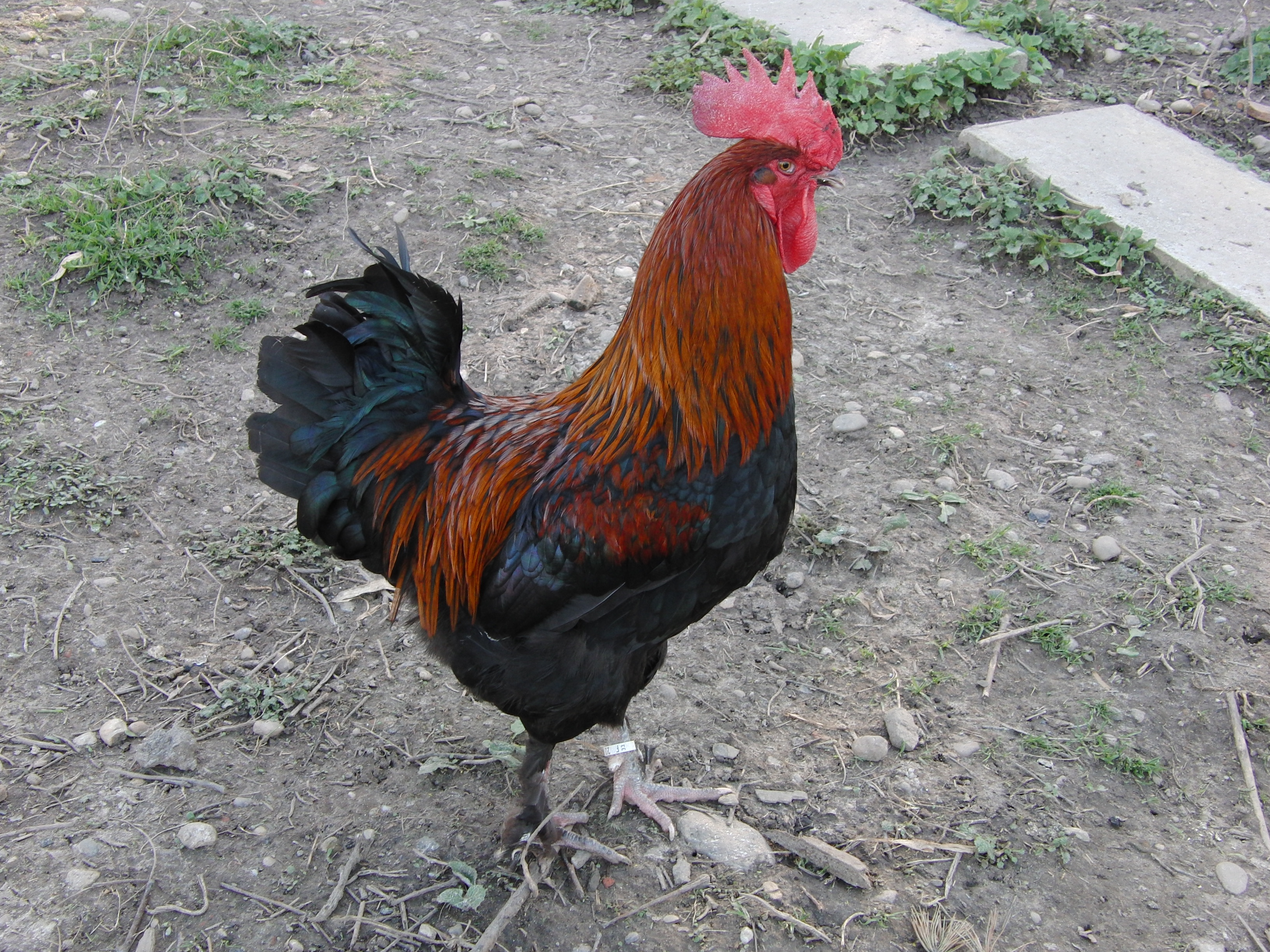
Schwarz-kupfer
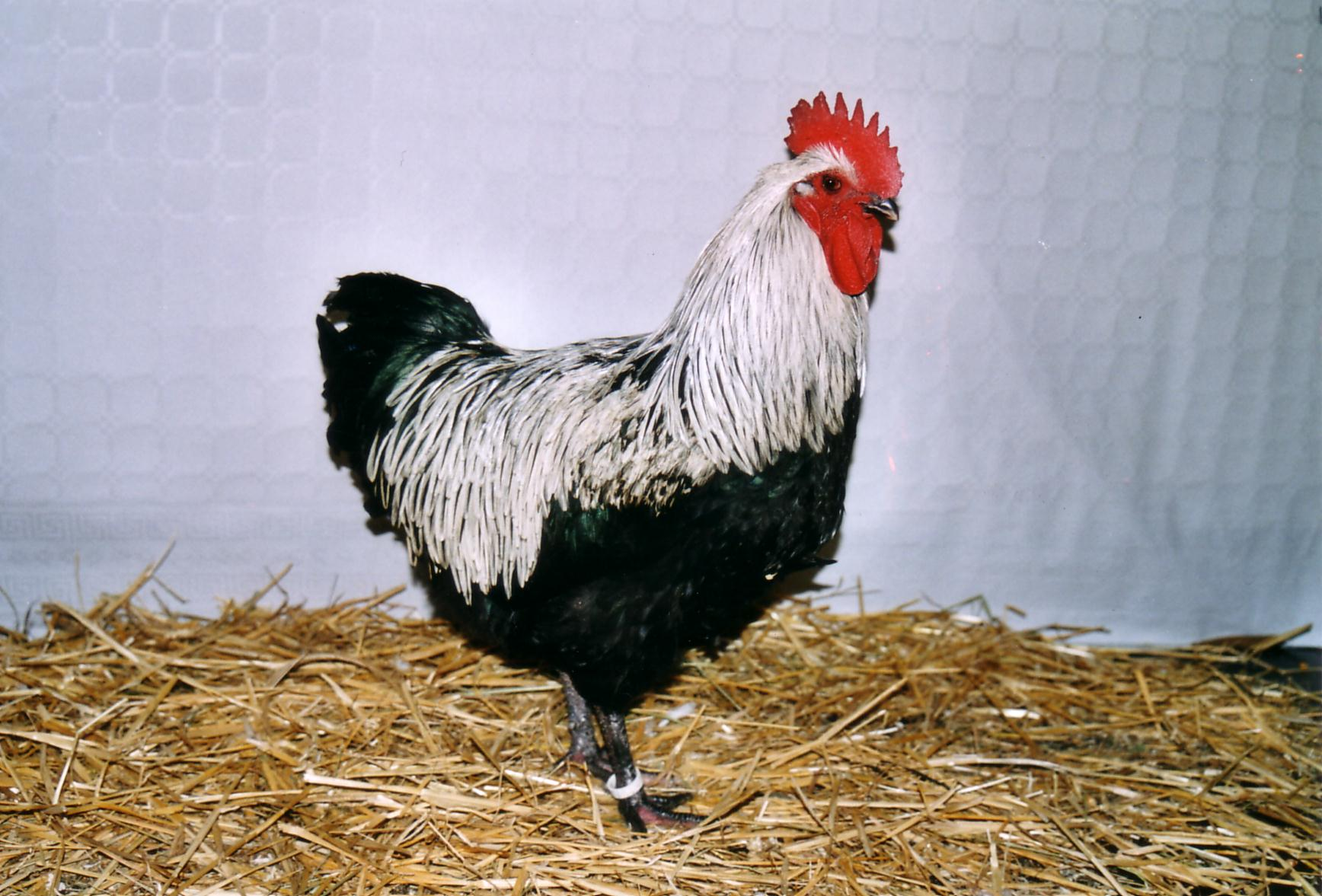
Schwarz-silber
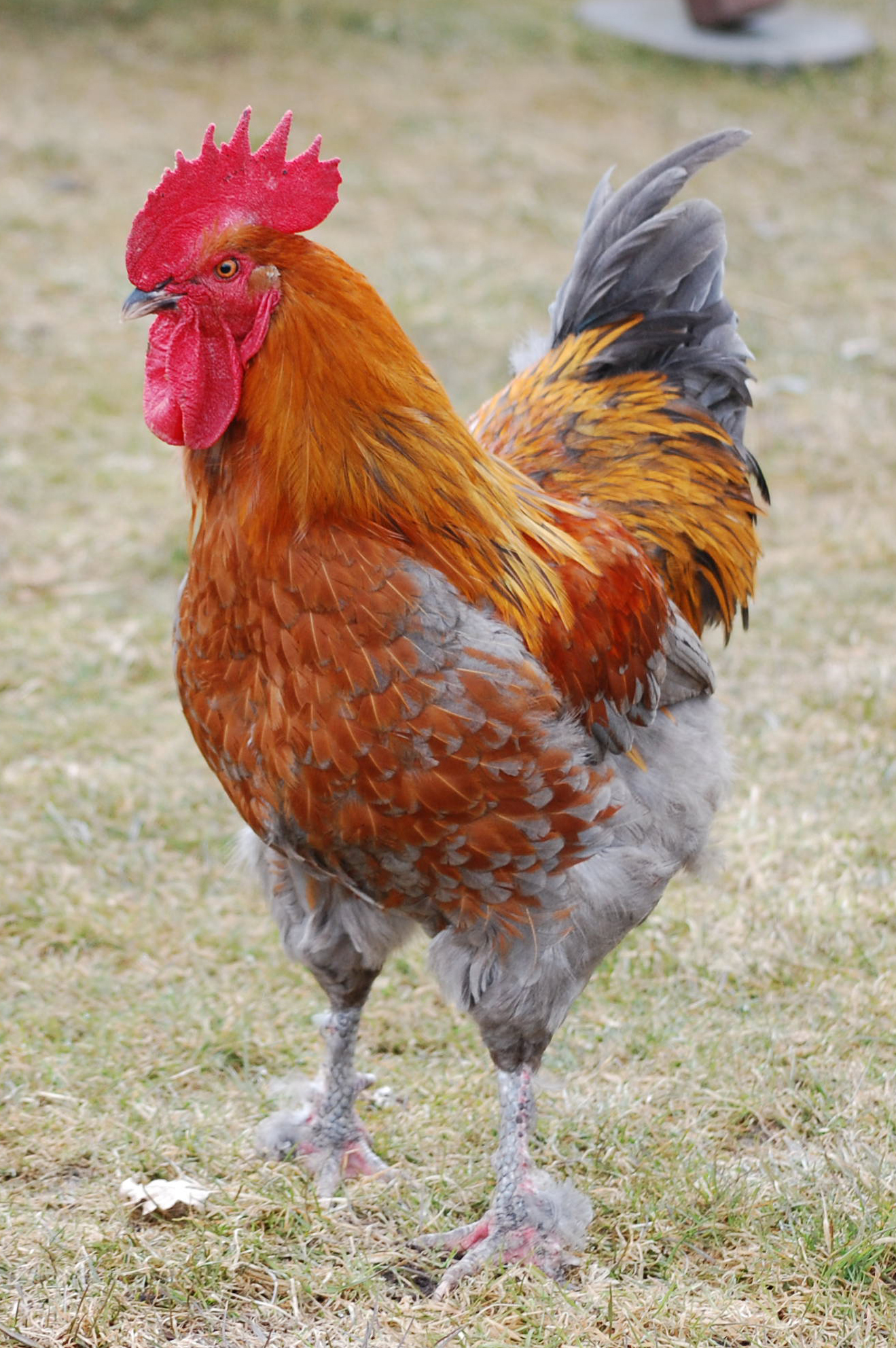
Blau-kupfer